# Vincent et moi
Pour plus de détails, voir Fiche technique et Distribution.
Vincent et moi est un film d'aventure franco-canadien de Michael Rubbo sorti en 1990. Il fait partie de la série de films pour la jeunesse Contes pour tous produits par Rock Demers.

## Synopsis
Jo, une jeune québécoise de treize ans, est passionnée de dessin et adore le peintre Vincent van Gogh. Grâce à une bourse d'études, elle quitte son village pour suivre des cours dans une école de beaux-arts de la grande ville (Montréal). Un jour, Jo vend un de ses dessins à un homme rencontré par hasard dans un café. Quelque temps plus tard, Jo se rend compte, en consultant une revue d’arts, que son dessin a été vendu comme dessin de jeunesse de son idole Vincent Van Gogh. Jo part alors pour Amsterdam, à la recherche de l’imposteur. 

## Fiche technique
- Réalisation : Michael Rubbo
- Scénario : Michael Rubbo
- Musique : Pierick Houdy
- Photographie : Andreas Poulsson
- Direction artistique : Violette Daneau
- Costumes : Huguette Gagné
- Son : Yvon Benoît, Claude Langlois
- Montage : André Corriveau
- Production : Rock Demers et Claude Nedjar
- Sociétés de production : BLM Productions, Les Production La Fête (Montréal), Super Écran (Montréal), Téléfilm Canada
- Société de distribution : Claire Films (France)
- Pays d'origine :  Canada et  France
- Langues originales : français et anglais
- Format : couleur (Eastmancolor)
- Genre : aventures
- Durée : 100 minutes
- Dates de sortie : 
  - Canada : 13 décembre 1990
  - France : 13 février 1991

## Distribution
- Tchéky Karyo : Vincent van Gogh
- Nina Petronzio : Joséphine (« Jo »)
- Christopher Forrest : Félix
- Paul Klerk : Joris
- Vernon Dobtcheff : Dr Winkler
- Andrée Pelletier : Madame Wallis
- Anna-Maria Giannotti : Grain
- Matthew Mabe : Tom Mainfield
- Wally Martin : Burt
- Michel Maillot : M. Carruthers
- Vittorio Rossi : le père de Jo
- Jeanne Calment : elle-même

## Autour du film
Vincent et moi est le onzième film de la série des Contes pour tous et le troisième des quatre films de la série écrit et réalisé par Michael Rubbo.  Les fausses toiles attribuées à Van Gogh dans le film sont aussi l'oeuvre de Rubbo, qui est artiste-peintre en plus d'être cinéaste.
Le film est tourné en anglais et le tournage a lieu au Québec, au Pays-Bas et en France.  La sortie du film coïncide avec le centenaire du décès de Vincent van Gogh.  D'autres films consacrés au peintre seront lancés à peu près au même moment comme Vincent et Théo de Robert Altman ou le Van Gogh de Maurice Pialat.  Signalons également qu'un des sketches du film Rêves d'Akira Kurosawa présente lui aussi une rencontre entre Van Gogh et un personnage contemporain.
Vincent et moi reçoit deux nominations aux prix Genies du cinéma canadien de 1991: meilleur montage (André Corriveau) et meilleure actrice pour Nina Petronzio, ce qui fait d'elle la plus jeune artiste à recevoir une nomination pour un prix Génie à ce moment-là.
Jeanne Calment apparait dans ce film à l'âge de 114 ans dans une très brève interview de quelques secondes sans parler (une voix off parle « Elle décrit Van Gogh comme un homme particulièrement laid et impoli »)[pas clair].